# 23-as villamos (Budapest)
A budapesti 23-as jelzésű villamos a Jászai Mari tér és a Keleti pályaudvar között közlekedik. Az M3-as metróvonal középső szakaszának felújítása miatt indult alternatív utazási irányokat megcélzó metrópótló viszonylatként, 2M jelzéssel. A villamosvonal beindításának apropóját a pesti fonódó villamoshálózat első ütemében megépített Haller utcai összekötővágány adta. A viszonylatot a Budapesti Közlekedési Zrt. üzemelteti.

## Története
A Soroksári út északi oldaláról a Haller utca felé új vágánykapcsolat létesült 2020 második felében, elkészültével új villamosjárat megindítására nyílt lehetőség. A 2-es és 24-es viszonylat részleges összekötésével 2020. november 7-én elindított 2M viszonylat jelentősen javítja Belső–Ferencváros kapcsolatát a Belvárossal és Józsefvárossal egyaránt.
2022. május 14-étől az M3-as metró a Nagyvárad téren nem áll meg, emiatt a 2M villamos csúcsidőben a korábbinál jóval ritkábban, 10 percenként közlekedik.
2023. március 18-ától a viszonylat 23-as jelzéssel közlekedik.

## Járművek
A viszonylaton eleinte Ganz CSMG, napjainkban felújított Ganz KCSV-7 típusú villamosok járnak a vonalon. A 2024 őszén forgalomba álló új CAF Urbos villamosok közül várhatóan fog kerülni erre a vonalra is.

## Útvonala
| Keleti pályaudvar felé |
| Jászai Mari tér vá. – Balassi Bálint utca – Kossuth Lajos tér – Széchenyi rakpart – Széchenyi István tér – Eötvös tér – Belgrád rakpart – Petőfi tér – Március 15. tér – Belgrád rakpart – Fővám tér – Közraktár utca – Boráros tér – Soroksári út – Haller utca – Nagyvárad tér – Orczy út – Orczy tér – Fiumei út – Teleki László tér – Fiumei út – Festetics György utca – Keleti pályaudvar M vá. |
| Jászai Mari tér felé |
| Keleti pályaudvar M vá. – Festetics György utca – Fiumei út – Teleki László tér – Fiumei út – Orczy tér – Orczy út – Nagyvárad tér – Haller utca – Soroksári út – Boráros tér – Közraktár utca – Fővám tér – Belgrád rakpart – Március 15. tér – Petőfi tér – Belgrád rakpart – Eötvös tér – Széchenyi István tér – Széchenyi rakpart – Kossuth Lajos tér – Balassi Bálint utca – Jászai Mari tér vá. |

## Megállóhelyei
| 0  | Jászai Mari tér végállomás     | 34 | 2, 2B, 4, 6 75, 76 9, 26, 91, 191, 226, 291 | Cirko–Gejzír Filmszínház, Honvédelmi Minisztérium, Kino Cafe Mozi, Margit híd, Olimpiai Park, Vígszínház |
| 1  | Országház, látogatóközpont     | 32 | 2, 2B | Alkotmányvédelmi Hivatal, Innovációs és Technológiai Minisztérium, Oktatási Hivatal, Olimpiai Park |
| 3  | Kossuth Lajos tér M            | 30 | 2, 2B 70, 78 15 | Minisztériumok: Agrárminisztérium, Igazságügyi Minisztérium; Cipők a Duna-parton, Gazdasági Versenyhivatal, metróállomás, Országház, Szamos Csokoládé Múzeum |
| 5  | Széchenyi István tér           | 27 | 2, 2B 16, 105, 178, 210, 210B, 216 | Duna Palota, Emberi Erőforrások Minisztériuma, Magyar Tudományos Akadémia, Széchenyi lánchíd |
| 6  | Eötvös tér                     | 25 | 2, 2B 16, 105, 178, 210, 210B, 216 | Belügyminisztérium, InterContinental Budapest, Gresham-palota (Four Seasons Budapest), Széchenyi lánchíd |
| 7  | Vigadó tér                     | 24 | 2, 2B | Budapest Marriott Hotel, Metróállomás, Pesti Vigadó, Petőfi téri ortodox székesegyház |
| 9  | Március 15. tér                | 23 | 2, 2B 5, 7, 8E, 15, 107, 108E, 110, 112, 133E | Belvárosi plébániatemplom, Contra-Aquincum, Erzsébet híd, Klotild paloták, Pétery-palota, Budapesti Ward Mária Általános Iskola, Gimnázium és Zeneművészeti Szakgimnázium                                                                                                  |
| 11 | Fővám tér M                    | 21 | 2, 2B, 47, 48, 49 83 15 | Fővámház (Corvinus Egyetem főépület), Ferencvárosi Helytörténeti Gyűjtemény, Fővám téri Vásárcsarnok, metróállomás, Szabadság híd, Veres Pálné Gimnázium |
| 13 | Zsil utca                      | 19 | 2, 2B 83 15 | Bálna, Lónyay Utcai Református Gimnázium és Kollégium, Nehru Part |
| 14 | Boráros tér H                  | 18 | 2, 2B, 4, 6 15, 54, 55, 212, 212A, 212B, 223E, 224, 224E, 255E | Autóbusz-állomás, Dunaház Üzletközpont, HÉV-állomás, Nehru Part, Petőfi híd |
| 16 | Haller utca / Soroksári út     | 16 | 2, 2B 54, 55, 223E, 224, 224E, 255E | Dandár utcai gyógyfürdő, Duna Medical Center, Haller Gardens, Malomipari Múzeum, Zwack Unicum Múzeum és Látogatóközpont |
| 18 | Haller utca / Mester utca      | 15 | 2B, 24, 51, 51A 281 | Páli Szent Vince-templom, Ferencvárosi rendelőintézet |
| 19 | Balázs Béla utca               | 13 | 24 | Ferencvárosi Művelődési Központ, Gottsegen György Országos Kardiológiai Intézet |
| 22 | Nagyvárad tér M                | 11 | 24 281 | Metróállomás, Semmelweis Egyetem Nagyvárad Téri Elméleti Tömb (NET), Heim Pál gyermekkórház, Szent István kórház, Szent László kórház, Természettudományi Múzeum, Orczy-kert, Bárka Színház, Ludovika, NKE Államtudományi és Nemzetközi Tanulmányok Kar                    |
| 23 | Elnök utca                     | 9  | 24 83 | Tisztviselőtelep |
| 24 | Golgota tér                    | 7  | 24 99 | |
| 26 | Orczy tér                      | 5  | 24, 28, 28A, 62 72 9, 217E | Baross kocsiszín |
| 28 | Magdolna utca                  | 3  | 24, 28, 28A, 37, 37A, 62 | Kerepesi temető |
| 30 | Dologház utca                  | 1  | 24 | Kerepesi temető, Országos Baleseti és Sürgősségi Intézet, Nyugdíjfolyósító Igazgatóság |
| 32 | Keleti pályaudvar M végállomás | 0  | 24 73, 76, 78, 79, 80 5, 7, 7E, 8E, 20E, 30, 30A, 107, 108E, 110, 112, 133E, 230 G10 S60 G60 Z60 S80 G80 IC, EC, EN, InterRégió, sebesvonat, gyorsvonat, expresszvonat, | Keleti pályaudvar, Metróállomás, Autóbusz-állomás, Trolibusz-állomás, Péterfy Sándor utcai kórház, Arena Mall bevásárlóközpont, Rendőrmúzeum, Park Szálloda, Hungária szálloda, VII. kerületi Polgármesteri Hivatal, Schulek Frigyes Kéttannyelvű Építőipari Szakgimnázium |

1. 1 2  Az M1-es metróra a Vörösmarty tér metróállomáson lehet átszállni, amely gyalogosan közelíthető meg (kb. 250 méter séta a Vigadó utcán át).